# Sparasion rubrior
Sparasion rubrior är en stekelart som beskrevs av Pyotr N.Petrov och Kononova 2001. Sparasion rubrior ingår i släktet Sparasion och familjen Scelionidae. Inga underarter finns listade i Catalogue of Life.